# برکینگبرگ
برکینگبرگ (آلمانی: Frankenhöhe) یک کوه در بایرن, آلمان است.